# Sub Focus
Nicolaas Douwma (13 april 1982), beter bekend onder zijn artiestennaam Sub Focus, is een Britse elektronische muziekproducent. Hij is begonnen met platen uitbrengen in 2003. Op 12 oktober 2009, bracht hij voor het eerst een album uit dat naar hem vernoemd was. Hij bracht zijn tweede album, Torus, uit op 30 september 2013.

## Muziekcarrière

### 2005–08: vroege carrière
In maart 2005 had hij de nummer 1-single in de UK Dance Chart met "X-Ray / Scarecrow". The single bereikte plaats 60 op de UK Singles Chart. In juni 2008 had hij de nummer 1-single in de UK Dance Chart opnieuw met "Timewarp / Join the Dots".

### 2009–10:Sub Focus
In augustus 2009 bereikte hij voor het eerst de UK Top 40 met "Rock It", dat op plaats 38 belandde. "Rock It / Follow the Light" bracht hem ook voor de derde keer op plaats 1 in de UK Dance Chart, hij bereikte ook de B-List van de afspeellijst van BBC Radio 1. Sub Focus heeft ook songs gemixt van The Prodigy, Deadmau5, Rusko, Dr. Octagon, Empire of the Sun en Dizzee Rascal. op 6 oktober 2009 bracht Sub Focus de single "Smooth" uit die gratis te downloaden was. Op 12 oktober 2009 bracht hij zijn debuutalbum Sub Focus uit. Dit studioalbum bracht het tot nummer 51 in de UK Albums Chart.

### 2010–heden:Torus
In 2010 speelde Sub Focus in het voorprogramma voor de Australische drum and bass band Pendulum op hun promotour door het Verenigd Koninkrijk voor hun derde album Immersion. Later dat jaar produceerde hij de track "Kickstarts" van Example voor zijn tweede album, Won't Go Quietly. De track was succesvol in de UK Singles Chart, hij bereikte nummer 3. Een gratis track "Falling Down" met stemgeluiden van Kenzie May werd uitgebracht op zijn website en werd later digitaal uitgebracht als een EP. In 2012 bracht hij "Out the Blue" met Alice Gold uit en deze behaalde plaats 23 in de UK Singles Chart. Het nummer werd opgevolgd door "Tidal Wave" met Alpines, dat plaats 12 behaalde in the UK Singles Chart, het werd ook zijn eerste plaat die voor 2 weken in de Top 40 bleef. Tidal Wave werd ook gebruikt voor de Mercedes Benz-advertentiecampagne "Sound with Power", samen met Tinie Tempah. op 12 mei 2013 werd "Endorphins" met Alex Clare uitgebracht, wat een vervolg in zijn succes in de UK Singles Chart betekende, door plaats 10 te bereiken. De vijfde single van het album Turn It Around werd uitgebracht op 22 september 2013 en bereikte plaats 14. Zijn tweede studioalbum Torus werd uitgebracht op 30 september 2013. Hij draaide op de Radio 1 Dance stage op het Reading and Leeds Festival 2013. Sub Focus speelde op Glastonbury 2013. In de zomer van 2013 speelde hij op het festival van Dour, Reading & Leeds, Global Gathering, Bestival en Isle of Wight en andere. Hij draaide live op BBC Radio 1Xtra in het Bournemouth International Centre op 7 oktober. Hij voltooide een tour door het Verenigd Koninkrijk. De zesde single van het album Torus, "Turn Back Time", klom traag in the UK Singles Chart tot nummer 10. De volgende single van Torus, een vernieuwde versie van "Close" met een sessiezanger in plaats van MNEK, behaalde geen plaats in de lijst.

## Discografie

### Albums
| Nr. | Titel     | Jaar |
| --- | --------- | ---- |
| 1   | Sub Focus | 2009 |
| 2   | Torus     | 2013 |
| 3   | Evolve    | 2023 |

## Trivia
- "Rock It" van Subfocus behoort ook tot de muziek van het voetbalspel Pro Evolution Soccer 2012.

- Bibliothèque nationale de France: cb16765409v (data)
- Gemeinsame Normdatei: 1048437213
- International Standard Name Identifier: 0000 0001 3151 5283
- Library of Congress Control Number: n2016069612
- MusicBrainz: 8cf49f40-b8fe-4a63-b4ea-f922d6145bb4
- Virtual International Authority File: 308178917
- WorldCat: E39PBJxhpfm9XW64WdxYR6Hgrq